# Julià Puche Ferrándiz

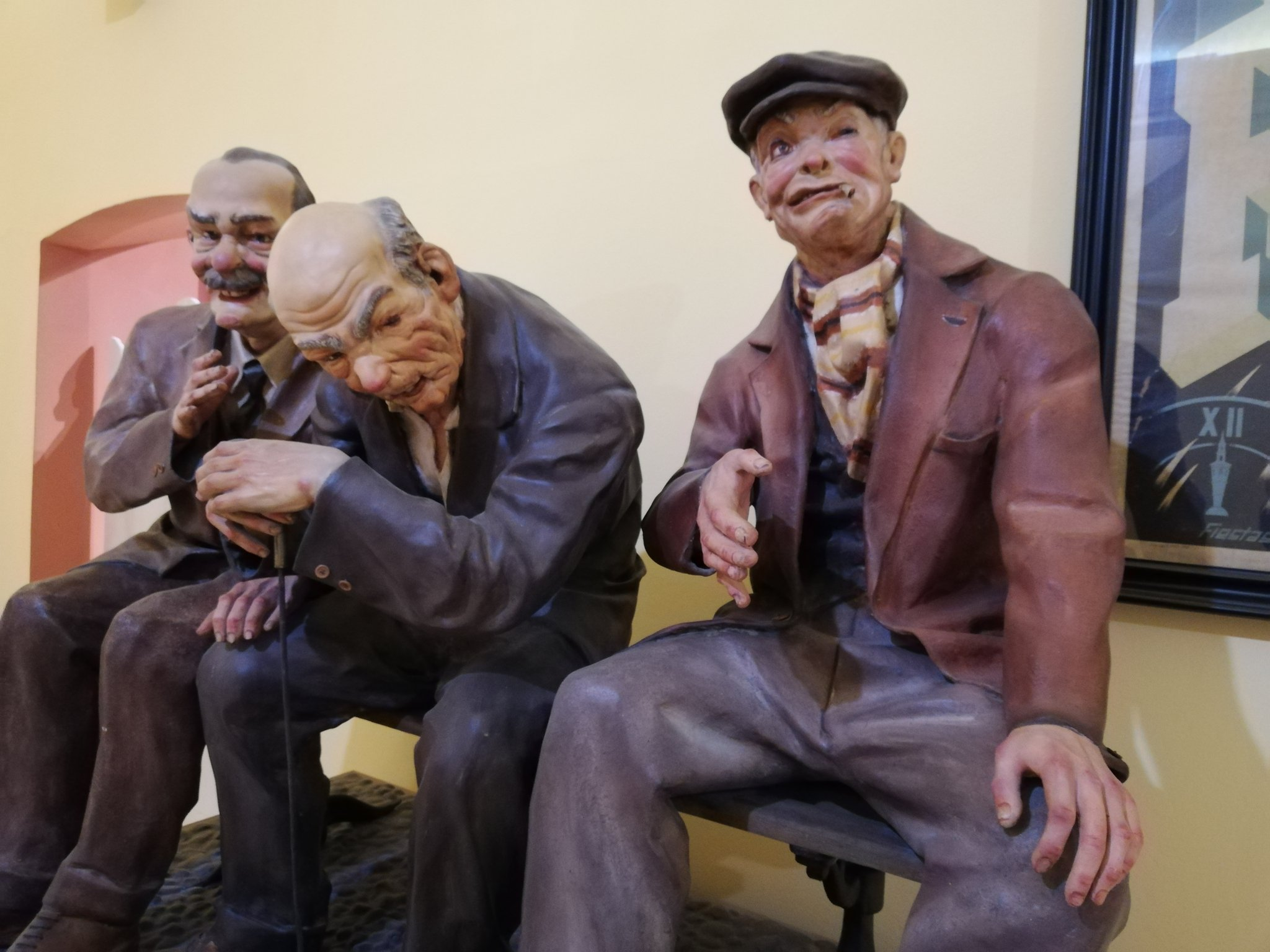
NInot indultat de l'any 1960

Julià Puche Ferrándiz (Carabanchel Alto, Madrid, 25 de juny de 1915 - València, 18 d'abril de 1984) va ser un artista faller, el primer de la nissaga dels Puche, sent pare de Josep Puche i iaio de Marina Puche. El seu germà Emilio també va plantar falles, a l'Argentina, en els anys 50. Forma part de l'anomenada generació d'or d'artistes fallers, plantant en secció especial setze anys consecutius i obtenint sis ninots indultats.

## Biografia
Nascut al municipi madrileny de Carabanchel Alto per motius laborals de son pare, prompte la família es trasllada a València, ingressant el 1928 en l'Acadèmia de Sant Carles.
Aprenent del pintor i cartellista Vicent Canet Cabellón, debuta junt a ell en 1942 amb una falla en Benimaclet, començant a plantar aleshores junt al seu germà Emilio modestes falles fins que en 1948 planta per a la comissió Guillem de Castro-Na Jordana-Beneficència, situada al costat del seu taller al carrer de Guillem de Castro. Formaria part de la falla i plantaria en ella els anys següents. En 1951 es crea l'actual Falla de Na Jordana, a partir de fallers de la Falla de la Plaça de la Santa Creu, plantant aquell primer primer any amb un altre artista. Quan en 1952 aquell artista fera bou i deixara inacabat el cadafal a mes i mig de la plantà, Julià Puche agafaria l'encàrrec, plantant en els dos cantons del mateix carrer dos falles de gran factura. Durant la dècada de 1950, Julià Puche va créixer com artista, guanyant un primer premi de secció segona i aconseguint dos ninots indultats en 1958 i 1959. En 1961 torna a plantar per a Na Jordana, on ho faria durant set anys seguits, fins a 1967. La seua primera falla d'este període, anomenada Dur endavant una falla..., estava rematada per un llaurador amb mocador al cap que canviava d'expressió facial segons la incidència de la llum. En 1964 fa una de les seues millors falles, Temptació, coneguda per la del dimoniet per tindre un dimoni al remat. Tot i el bon treball realitzat, la falla sols va obtindre el segon premi d'especial. En 1965 obté el primer premi de secció especial, repetint el mateix resultat amb la mateixa falla en 1975, amb Naufraguen les tradicions. Entre 1969 i 1972 planta a la Falla del Convent de Jerusalem, obtenint dos primers premis d'especial i dos ninots indultats.
A partir dels anys 70 comença a adoptar una estètica més caricaturesca per influència del seu fill Pepe, que acabava de llicenciar-se en Belles Arts. També en estes dates comença a modelar grups de figures en un sol bloc, i va ser un dels pioners en apropar els cadafals a nivell de terra, apropant l'obra al visitant. Tot i l'adaptació a l'estètica caricaturesca, als seus últims treballs a Secció Especial en 1974 i 1975 va fer valdre el seu domini de la figuració clàssica i el retrat.
En setembre de 1971 va ser elegit Mestre Major del Gremi d'Artistes Fallers, exercint fins a 1975. En 1981 fa la seua última falla, per a Espartero-Ramón y Cajal, obtenint el ninot indultat.